# Taheke
Taheke ou Tāheke est un village et une communauté rurale du District du Far North et de la  Northland de l’Île du Nord de la Nouvelle-Zélande.

## Situation
Elle est localisée à l’ouest de la localité de Kaikohe et à l’est de Waima sur le trajet de la State Highway 12 (en).

## Marae
Le marae de Tāheke est un lieu de rencontre de l’hapū local des Ngapuhi des Ngāti Pākau (en), des Ngāti Rauwawe (en) et des Te Māhurehure (en).
Il inclut la Tāhekeroa maison de rencontre
En octobre 2020, le Gouvernement accorda 492.430 $ du fond de croissance provincial pour remanier et refondre le wharekai (salle de réception) du marae.